# Lithoaphis shiiae
Lithoaphis shiiae är en insektsart. Lithoaphis shiiae ingår i släktet Lithoaphis och familjen långrörsbladlöss. Inga underarter finns listade i Catalogue of Life.